# Speak & Spell
Speak & Spell är den brittiska syntpopgruppen Depeche Modes debutalbum, utgivet den 5 oktober 1981. Albumet nådde plats 10 på brittiska albumlistan och 192:a plats på USA:s albumlista Billboard 200.
Samtliga låtar är skrivna av Vince Clarke, förutom "Tora! Tora! Tora!" och "Big Muff" som är komponerade av Martin L. Gore. David Gahan sjunger på samtliga spår utom på "Any Second Now (Voices)", där Gore står för sånginsatsen.

## Låtförteckning

### Brittiska utgåvan
1. "New Life" – 3:43
2. "I Sometimes Wish I Was Dead" – 2:14
3. "Puppets" – 3:55
4. "Boys Say Go!" – 3:03
5. "Nodisco" – 4:11
6. "What's Your Name?" – 2:41
7. "Photographic" – 4:44
8. "Tora! Tora! Tora!" – 4:34
9. "Big Muff" – 4:20
10. "Any Second Now (Voices)" – 2:35
11. "Just Can't Get Enough" – 3:40

Bonusspår på återutgåvan 1988
1. "Dreaming of Me" – 4:03
2. "Ice Machine" – 4:05
3. "Shout!" – 3:46
4. "Any Second Now" – 3:08
5. "Just Can't Get Enough (Schizo Mix)" – 6:41

### Amerikanska utgåvan
1. "New Life" (Remix) – 3:56
2. "Puppets" – 3:57
3. "Dreaming of Me" – 3:42
4. "Boys Say Go!" – 3:04
5. "Nodisco" – 4:13
6. "What's Your Name?" – 2:41
7. "Photographic" – 4:58
8. "Tora! Tora! Tora!" – 4:24
9. "Big Muff" – 4:21
10. "Any Second Now (Voices)" – 2:33
11. "Just Can't Get Enough (Schizo Mix)" – 6:41

Amerikanska versionen av "New Life" är annorlunda än den brittiska.

## Singlar
1. "Dreaming of Me" (20 februari 1981) släpptes med B-sidan "Ice Machine" i både USA och Europa. Den nådde plats 57 på brittiska singellistan.
2. "New Life" (13 juni 1981) släpptes med B-sidan "Shout". En maxisingel, med både singeln och B-sidan remixade släpptes också. Singeln nådde plats elva på brittiska singellistan. I USA släpptes singeln först 1991, i samband med att en singelsamling gavs ut.
3. "Just Can't Get Enough" (7 september 1981) hade "Any Second Now" som B-sida i Storbritannien. Alternativa singlar, med "(Schizo Mix)" och remixad B-sida finns också. Singeln nådde plats åtta på brittiska singellistan. I USA släpptes även en singel med en unik version av "Tora! Tora! Tora!" som B-sida. En promosingel med "New Life" (den amerikanska versionen) gavs också ut, liksom en promosingel med en monoversion av "Just Can't Get Enough"; bägge endast i USA.

## Musiker
- Vince Clarke
- Andrew Fletcher
- Martin L. Gore
- David Gahan